# ارنست بورگناین
ارنست افرون بورگناینو (به انگلیسی: Ernest Effron Borgnino) (زاده ۲۴ ژانویه ۱۹۱۷ – درگذشته ۸ ژوئیه ۲۰۱۲) هنرپیشه کهنه کار سینما و تلویزیون آمریکا که بیش از شش دهه به‌طور مستمر در سینما و تلویزیون فعالیت داشت.

## زندگی
ارنست بورگناین با نام تولد ارنست افرون بورگناینو در ۲۴ ژانویه ۱۹۱۷ در کامدن ایالت کنتیکت از خانواده‌ای ایتالیایی تبار زاده شد.
هنگامی که دو ساله بود، والدینش از یکدیگر جدا شدند؛ او نیز به همراه مادرش برای زندگی به ایتالیا سفر کرد. در سال ۱۹۲۳ نام فامیلی وی به بورگناین تغییر یافت.
در سال ۱۹۳۵ به نیروی دریایی آمریکا ملحق شد؛ و در جنگ جهانی دوم حضور یافت. بعد از پایان جنگ در حالی که هیچ شغل مشخصی نداشت با تشویق مادرش به تئاتر گرایش پیدا کرد و دههٔ ۴۰ را با ایفای نقش در تئاترهای مختلفی از جمله هاروی (۱۹۴۹، به نقش یک پرستار) به پایان برد.
او برای اولین بار در سال ۱۹۵۱ جلوی دوربین سینما رفت و در فیلم‌های سوت در اتون فالز ساخته روبرت زیودماک و اوباش (نام دیگر: چهره بیادماندنی) ساخته رابرت پریش نقش کوتاهی ایفا نمود. بی شک اولین دستاورد مهم بورگناین در دنیای سینما حضور در فیلم از اینجا تا ابدیت (۱۹۵۳) ساخته تحسین‌برانگیز فرد زینمان است. او در این فیلم به نقش گروهبانی به نام فاتسو که موجبات مرگ ماجیو (با بازی فرانک سیناترا) را فراهم می‌آورد و خود نیز سرانجام توسط رابرت ای لی پرویت (با بازی مونتگومری کلیفت) از پای در می‌آید ایفای نقش می‌کند

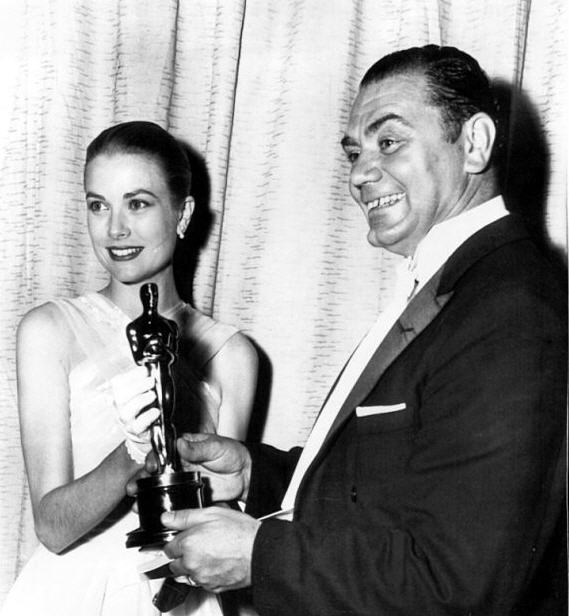
هنگام دریافت جایزه اسکار توسط گریس کلی

پس از این فیلم حضور در فیلم‌های جانی گیتار (نیکلاس ری)، ورا کروز (رابرت آلدریچ)، در جستجوی پناهگاه (نیکلاس ری) و روز بد در بلک راک (جان استرجس) او را به عنوان یکی از موفق‌ترین بازیگران نقش مکمل دههٔ ۵۰ ثبت می‌کند.
اما بورگناین با وجود قیافه نافرم خود خواهان حضور پر رنگ تر و حتی نقش اول در فیلم‌ها بود کاری که در نیمه دههٔ ۵۰ با وجود ستارگان نوظهوری چون مارلون براندو، مونتگومری کلیفت، جیمز دین و چارلتون هستون و ستارگان پا به سن گذاشته‌ای چون هامفری بوگارت، جیمز استوارت، گری کوپر، کری گرانت و جان وین که هنوز هم بازیگران محبوبی بودند کار بسیار دشواری بود. اما بورگناین با پشتکاری مثال زدنی توانست به این مهم دست یابد.
حضور در فیلم مارتی (۱۹۵۵ ساخته دلبرت من) براساس نمایشنامه از پدی چایفسکی که بی شک خاطره انگیزترین بازی بورگناین در عالم سینما است.
بورگناین در این فیلم به نقش قصابی مهربان و صمیمی توانست با وجود رقبای سرسختی چون جیمز کاگنی، اسپنسر تریسی، جیمز دین و فرانک سیناترا اسکار نقش اول مرد را تصاحب کند، مارتی بی شک یکی از موفق‌ترین فیلم‌های عصر طلایی هالیوود است؛ این فیلم توانست سه جایزه اسکار دیگر (بهترین فیلم، بهترین کارگردان، بهترین فیلمنامه) و نخل طلای جشنواره کن را نیز بدست آورد.
پس از فیلم مارتی، بورگناین در آثار متعددی ایفای نقش کرد که از جمله آن‌ها می‌توان به سه مرد شجاع (۱۹۵۶، به همراه ری میلند)، جوبال (۱۹۵۶، دلمر دیوز)، بهترین چیز در زندگی آزادیه (۱۹۵۶، مایکل کورتیز)، وایکینگ‌ها (۱۹۵۸، به همراه کرک داگلاس و تونی کرتیس)، باراباس (۱۹۶۱، ریچارد فلایشر)، پرواز ققنوس (۱۹۶۵، رابرت آلدریچ)، دوازده مرد خبیث (۱۹۶۷، رابرت آلدریچ) اشاره کرد.

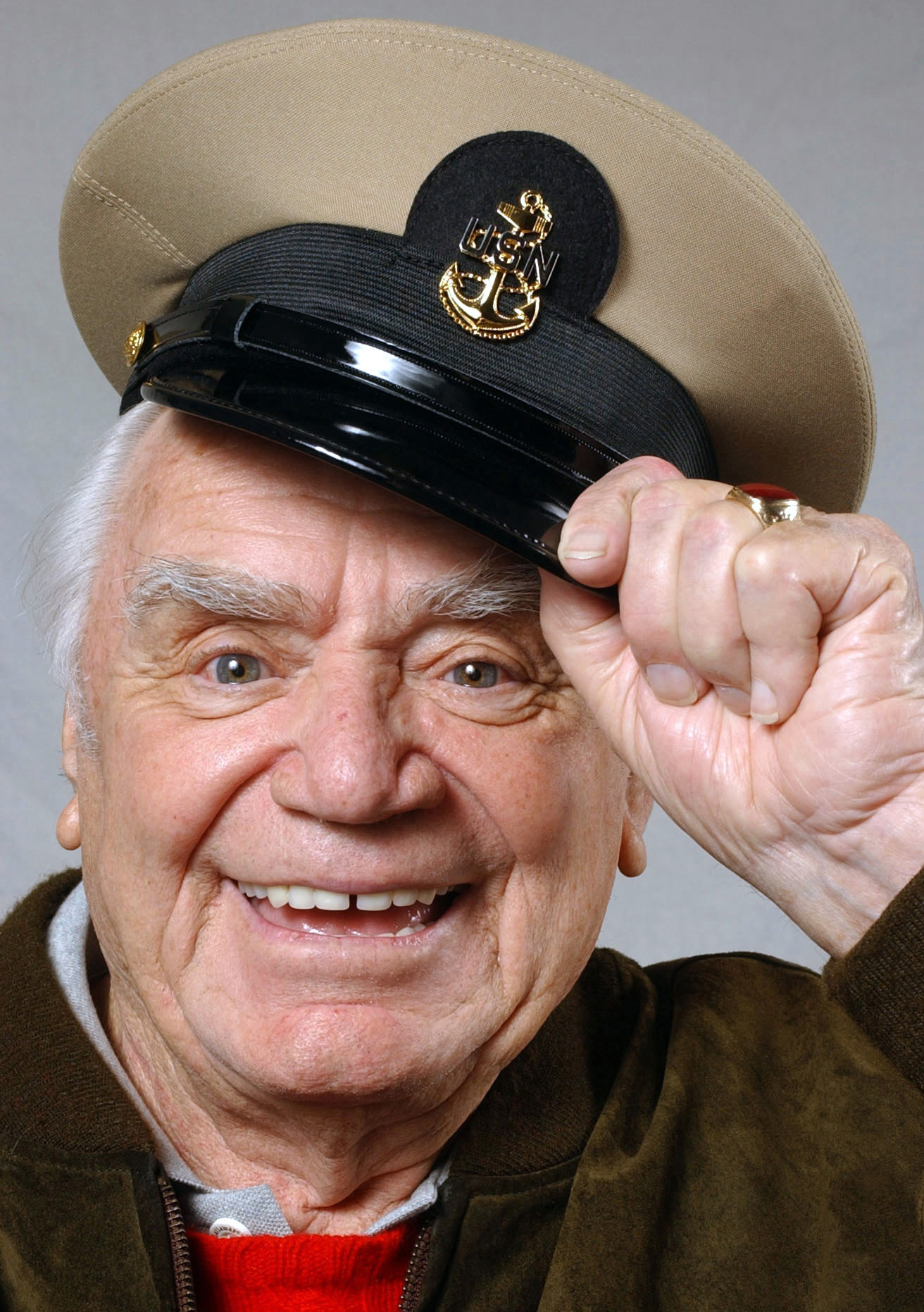
سال ۲۰۰۴

اما مطمئناً دیگر افتخار مهم بورگناین حضور در شاهکار فراموش نشدنی این گروه خشن (۱۹۶۹) ساخته هنرمند برجسته سینما سام پکینپا است او به نقش داتچ یکی از اعضای دسته وحشی در کنار ویلیام هولدن (به نقش پایک بیشاپ) حضور پر رنگی در این وسترن کلاسیک داشت.
ماجرای پوزیدون (۱۹۷۲، رونالد نیم)، معشوقه (۱۹۹۲، با بازی رابرت دنیرو)، رد (۲۰۱۰، با بازی بروس ویلیس)، سه سری نا موفق از فیلم دوازده مرد خبیث در سال‌های (۱۹۸۵، ۱۹۸۷ و ۱۹۸۸) و سریال تلویزیونی گرگ آسمان و بخش فوریت‌های پزشکی دیگر کارهای وی در دنیای سینما و تلویزیون است.

## زندگی خصوصی
وی ۵ بار ازدواج کرده و صاحب چهار فرزند است.
در سال ۱۹۵۱ او به همراه همسر اولش «رودا کمینس» به لس آنجلس، کالیفرنیا نقل مکان کرد.
کتی هورادو (۱۹۲۴–۲۰۰۲) بازیگر فیلم‌های نیمروز و سربازهای یک‌چشم در بین سال‌های (۱۹۵۹ تا ۱۹۶۳) همسر بورگناین بود.

## جوایز
- جایزه بفتای بهترین بازیگر نقش اول مرد در نهمین دوره
- جایزه گلدن گلوب بهترین بازیگر مرد فیلم درام در سیزدهمین دوره
- جایزه حلقه منتقدان فیلم نیویورک برای بهترین بازیگر نقش اول مرد
- جایزه اسکار بهترین بازیگر نقش اول مرد

## فیلم‌ها
| سال      | نام فیلم                         | نقش                  | کارگردان           | همبازی                                             |
| -------- | -------------------------------- | -------------------- | ------------------ | -------------------------------------------------- |
| ۱۹۵۱     | اوباش چهره بیادماندنی            |                      | رابرت پریش         | برودریک کرافورد                                    |
| ۱۹۵۳     | از اینجا تا ابدیت                | گروهبان فاتسو        | فرد زینمان         | برت لنکستر، مونتگومری کلیفت                        |
| ۱۹۵۴     | جانی گیتار                       |                      | نیکلاس ری          | جوآن کراوفورد                                      |
| ۱۹۵۴     | دیمیتریوس و گلادیاتورها          |                      | دلمر دیوز          |                                                    |
| ورا کروز |                                  | رابرت آلدریچ         | گری کوپر           |                                                    |
| ۱۹۵۵     | در جستجوی پناهگاه                |                      | نیکلاس ری          | جیمز کاگنی                                         |
| ۱۹۵۵     | روز بد در بلک راک                |                      | جان استرجس         | اسپنسر تریسی                                       |
| ۱۹۵۵     | مارتی                            | قصابی مهربان و صمیمی | دلبرت من           | جیمز کاگنی، اسپنسر تریسی، جیمز دین و فرانک سیناترا |
| ۱۹۵۶     | سه مرد شجاع                      |                      | فیلیپ دان          | ری میلند                                           |
| ۱۹۵۶     | جوبال                            |                      | دلمر دیوز          | گلن فورد                                           |
| ۱۹۵۶     | بهترین چیز در زندگی آزادیه       |                      | مایکل کورتیز       | گوردون مک‌ری                                        |
| ۱۹۵۸     | وایکینگ‌ها                        |                      |                    | کرک داگلاس و تونی کرتیس                            |
| ۱۹۵۸     | ساکنان برهوت                     |                      | دلمر دیوز          | الن لاد، کنت اسمیت و کتی هورادو                    |
| ۱۹۶۱     | باراباس                          |                      | ریچارد فلایشر      | آنتونی کوئین                                       |
| ۱۹۶۱     | آخرین داوری                      |                      | ویتوریو دسیکا      | آلبرتو سوردی                                       |
| ۱۹۶۵     | پرواز ققنوس                      |                      | رابرت آلدریچ       | جیمز استوارت                                       |
| ۱۹۶۶     | اسکار                            |                      | راسل راوز          | استیون بوید                                        |
| ۱۹۶۷     | دوازده مرد خبیث                  |                      | رابرت آلدریچ       | لی ماروین                                          |
| ۱۹۶۸     | تقسیم                            |                      |                    |                                                    |
| ۱۹۶۹     | این گروه خشن                     | داتچ                 | سام پکینپا         | ویلیام هولدن                                       |
| ۱۹۷۰     | ماجراجویان                       |                      | لوئیس گیلبرت       | کندیس برگن                                         |
| ۱۹۷۱     | هانی کولدر                       |                      |                    |                                                    |
| ۱۹۷۲     | ماجرای پوزیدون                   |                      | رونالد نیم         | جین هکمن                                           |
| ۱۹۷۵     | باران شیطان                      |                      | رابرت فوست         | ویلیام شاتنر                                       |
| ۱۹۷۷     | شاهزاده و گدا                    |                      | ریچارد فلایشر      | مارک لستر                                          |
| ۱۹۷۸     | کاروان                           |                      | سام پکینپا         | کریس کریستوفرسون                                   |
| ۱۹۷۹     | در جبهه غرب خبری نیست            |                      | دلبرت من           | ریچارد توماس                                       |
| ۱۹۷۹     | سیاه‌چاله                         |                      |                    |                                                    |
| ۱۹۸۰     | سوپرپلیس                         |                      | سرجو کوربوچی       | ترنس هیل                                           |
| ۱۹۸۰     | وقتی که زمان به آخر رسید         |                      | جیمز گلداستون      | پل نیومن                                           |
| ۱۹۸۱     | فرار از نیویورک                  |                      | جان کارپنتر        | کرت راسل و لی وان کلیف                             |
| ۱۹۸۴     | اسم رمز: غازهای وحشی             |                      | آنتونیو مارگریتی   | لوئیس کالینز و لی وان کلیف                         |
| ۱۹۸۵     | آلیس در سرزمین عجایب             |                      | هری هریس           | ناتالی گرگوری                                      |
| ۱۹۸۹     | مأموریت لیزر                     |                      | بی. جی دیویس       | برندون لی                                          |
| ۱۹۹۲     | معشوقه                           |                      | بری پریموس         | رابرت دنیرو                                        |
| ۱۹۹۷     | گاتاکا                           |                      | اندرو نیکول        | ایثن هاک                                           |
| ۱۹۹۸     | سربازان کوچک                     |                      | جو دانته           | کیریستن دانست                                      |
| ۱۹۹۸     | همه سگ‌ها در کریسمس نغمه می‌سرایند |                      | پل سارابیا         | استیون وبر                                         |
| ۲۰۰۴     | لحظه‌ای در نیویورک                |                      | دنی گوردن          | مری کیت اولسن                                      |
| ۲۰۰۴     | بلوبری                           |                      | یان کونن           | ونسان کسل                                          |
| ۲۰۰۶     | علاج محافظ شخصی                  |                      | کارلو آرتورو سیگون | کلاودیو بیزیو                                      |
| ۲۰۰۹     | ماه دیگر برداشت محصول            |                      |                    | پایپر لوری                                         |
| ۲۰۱۰     | رد                               |                      | روبرت شونتکه       | بروس ویلیس                                         |

| سال       | نام سریال            | نقش     | کارگردان                         | همبازی    |
| --------- | -------------------- | ------- | -------------------------------- | --------- |
| ۱۹۷۴      | خانه کوچک            |         | ویکتور فرنچ، مایکل لندون، لئو پن |           |
| ۱۹۷۷      | عیسی ناصری           |         | فرانکو زفیرلی                    |           |
| ۱۹۸۴–۱۹۸۶ | گرگ آسمان            |         |                                  |           |
| ۱۹۸۵      | دوازده مرد خبیث ۱    |         | اندرو وی. مک‌لاگلن                |           |
| ۱۹۸۷      | دوازده مرد خبیث ۲    |         |                                  |           |
| ۱۹۸۸      | دوازده مرد خبیث ۳    |         |                                  |           |
| ۱۹۹۳      | سیمپسون‌ها            |         |                                  |           |
| ۱۹۹۸      | جاگ                  |         |                                  |           |
| ۱۹۹۸      | پینکی و برین         |         |                                  |           |
| ۱۹۹۹      | نسخه اولیه           |         |                                  |           |
| ۱۹۹۹–۲۰۱۲ | باب‌اسفنجی شلوارمکعبی | مرمیدمن | استیون هیلنبرگ                   | تیم کانوی |
| ۲۰۰۰      | واکر، رنجر تگزاس     |         |                                  |           |
| ۲۰۰۹      | بخش فوریت‌های پزشکی   |         | جاناتان کاپلان                   |           |
| ۲۰۱۰      | پخش زنده شنبه شب     |         |                                  |           |

### بازی ویدئویی
| سال  | نام                             | نقش            | توضیحات |
| ---- | ------------------------------- | -------------- | ------- |
| ۲۰۰۱ | باب‌اسفنجی شلوارمکعبی:سوپر اسفنج | مرد پری دریایی | فقط صدا |